# Agent 117
Agent 117 (v originále OSS 117 : Le Caire, nid d'espions) je francouzský hraný film z roku 2006, který režíroval Michel Hazanavicius podle vlastního scénáře. Snímek měl světovou premiéru na filmovém festivalu v Cognacu dne 16. dubna 2006.

## Děj
Film se odehrává ve Francii v roce 1955 v období Čtvrté republiky, které předsedá René Coty. V Káhiře se pro Francii vyvíjí situace velmi špatně. Po smrti Jacka Jeffersona, agenta OSS 283, je Hubert Bonisseur de la Bath, agent OSS 117 ze SDECE, vyslán do akce svým nadřízeným Armandem Lesignacem, aby prošetřil jeho záhadnou smrt a tajně zabezpečil Blízký východ. Věci ale nebudou vůbec jednoduché, protože město je skutečným hnízdem špionů.

## Obsazení
| Jean Dujardin         | Hubert Bonisseur de La Bath / agent 117 |
| Bérénice Bejo         | Larmina El Akmar Betouche               |
| Aure Atika            | princezna Al Tarouk                     |
| Richard Sammel        | plukovník Gerhard Moeller               |
| Philippe Lefebvre     | Jack Jefferson / OSS 283                |
| Constantin Alexandrov | Ieveni Setine                           |
| Éric Prat             | Gilbert Plantieux                       |
| Saïd Amadis           | egyptský ministr                        |
| Laurent Bateau        | Nigel Gardenborough                     |
| Claude Brosset        | Armand Lesignac                         |
| François Damiens      | Raymond Pelletier                       |
| Khalid Maadour        | špeh                                    |
| Arsène Mosca          | Loktar                                  |
| Michael Hofland       | plukovník Herman von Umsprung           |
| Jean-François Halin   | Rubecht                                 |
| Marc Bodnar           | majitel bistra                          |
| Bernard Nissille      | muž na letišti                          |

## Ocenění
- Mezinárodní filmový festival v Seattlu: Golden Space Needle
- Mezinárodní filmový festival v Tokiu: Velká cena Tokia Sakura
- Cena Raimu de la comédie: nejlepší režie (Michel Hazanavicius); nominace v kategoriích nejlepší komediální film, nejlepší scénář (Jean-François Halin) a nejlepší herec (Jean Dujardin)
- Monacké mezinárodní fórum kinematografie a literatury: nejlepší literární adaptace
- Cena Jacquese Préverta za nejlepší scénář: nejlepší adaptace (Jean-François Halin)
- César: nejlepší výprava (Maamar Ech-Cheikh); nominace v kategoriích nejlepší herec (Jean Dujardin), nejlepší adaptace (Jean-François Halin a Michel Hazanavicius), nejlepší kamera (Guillaume Schiffmana), nejlepší kostýmy (Chalotte David)
- Étoile d'or: nejlepší začínající herec (Jean Dujardin)
- Křišťálový glóbus: nominace v kategoriích nejlepší film, nejlepší herec (Jean Dujardin)
- Chlotrudis Awards: nominace na nejlepší adaptovaný scénář (Jean-François Halin a Michel Hazanavicius)